# Rongsom Chökyi Sangpo
| Tibetische Bezeichnung                            |
| ------------------------------------------------- |
| Tibetische Schrift: རོང་ཟོམ་ཆོས་ཀྱི་བཟང་པོ              |
| Wylie-Transliteration: rong zom chos kyi bzang po |
| Chinesische Bezeichnung                           |
| Vereinfacht: 绒松巴•却吉桑波                      |
| Pinyin:Rongsongba Queji Sangbo                    |

 Rongsom Chökyi Sangpo (tib.: rong zom chos kyi bzang po; geb. 1012; gest. 1088) oder kurz: Rongsompa, ein „Nyingmapa Pandita“, war ein bedeutender Dzogchen-Gelehrter der Nyingma-Schule im 11. Jahrhundert. Er war der Gründer einer eigenen Dzogchen-Schulrichtung, der Rong-Schule (rong lugs).

## Werke
- སྣང་བ་ལྷར་བསྒྲུབ (snang ba lhar bsgrub) – englische Übersetzung von Köppl (2008)

### Übersetzungen
- Heidi I. Köppl: Establishing Appearances as Divine: Rongzom Chözang on Reasoning, Madhyamaka, and Purity. Snow Lion Publications, Ithaca, New York 2008, ISBN 1-55939-288-6.

### Nachschlagewerke
- Dan Martin, Yael Bentor (Hg.): Tibetan Histories: A Bibliography of Tibetan-Language Historical Works (London, Serindia 1997), ISBN 0-906026-43-1 (Nr. 5, 6) - (Addenda et Corrigenda)